# Kim Ji-hoon
Dans ce nom coréen, le nom de famille, Kim, précède le nom personnel.
Kim Ji-hoon (hangeul : 김지훈 ; RR : Gim Ji-hun ; MR : Kim Chihun) est un réalisateur et scénariste coréen, né le 3 juillet 1971 à Daegu (Yeongnam).

## Biographie
Kim Ji-hoon naît le 3 juillet 1971 à Daegu, dans la région de Yeongnam. Jeune, il étudie le cinéma et l'audiovisuel à l'université d'Hanyang, à Séoul.

## Filmographie

### Réalisateur

#### Longs métrages
- 2004 : Mokpo the Harbor (목포는 항구다)
- 2007 : May 18 (화려한 휴가)
- 2011 : Secteur 7 (7광구)
- 2012 : The Tower (타워)
- 2019 : I Want to Know Your Parents (니 부모 얼굴이 보고 싶다)
- 2021 : 500 Mètres sous terre (싱크홀)

#### Courts métrages
- 1996 : The Aquarium
- 1996 : Egoism
- 1997 : Greenhouse
- 1999 : Full Moon Full Sun

### Scénariste

#### Longs métrages
- 2004 : Mokpo the Harbor (목포는 항구다) de lui-même
- 2011 : Secteur 7 (7광구) de lui-même

## Distinctions

### Nomination
- Festival international du film de Catalogne 2011 : meilleur film pour Sector 7